# فن السرد الكتابي
فن السرد الكتابي The Art of Biblical Narrative- فن السرد الكتابي هو كتاب صدر عام 1981 من تأليف روبرت ألتر والذي يوضح فيه
النهج الأدبي للكتاب المقدس العبري. ويقترح أن "الكتاب المقدس في شكله النهائي يشكل وثيقة فنية ذات نسيج كامل من الوحدة المترابطة."لقد كان فن السرد الكتابي مؤثرًا جدًا: فقد "أحدث ثورة في الطريقة التي يقرأ بها العلماء الكتاب المقدس". يقترح ستيفن ب. وايتزمان أنه "بواسطة المقاييس الأكثر تقليدية - عدد الكتب المباعة، والمراجعات الإيجابية، وتكرار الاستشهادات - من الصعب أن نتخيل كتابًا أكاديميًا أكثر نجاحًا من كتاب ألتر فن السرد الكتابي. فاز فن السرد الكتابي بجائزة الكتاب اليهودي الوطني للفكر اليهودي لعام 1982.